# Skralde (legetøj)
|  | For andre betydninger, se Skralde |
En skralde er et støjende instrument, der virker ved at et trætandhjul tvinges rundt mod et stykke træ, der sidder spændt op mod tandhjulet som en form for bladfjeder. Skralden svinges rundt i luften. Kendes som et stykke larmende legetøj til bl.a. nytår.
Ordet skraldemand kommer heraf – I byerne i gamle dage kaldte skraldens lyd folk på gaden med deres affald, så det kunne komme med på vognen. Heraf er dannet ord som skraldespand og skrald (= affald), og heraf atter skraldgas, skraldgasværk, osv.